# Episodi di Hamtaro
Questa è la lista degli episodi dell'anime Hamtaro, adattamento dell'omonimo manga di Ritsuko Kawai. La serie animata è stata prodotta dallo studio TMS Entertainment e trasmessa su TX Network dal 7 luglio 2000 al 31 marzo 2006 per un totale di 296 episodi.
In Italia la serie, intitolata Hamtaro – Piccoli criceti, grandi avventure, è andata in onda su Italia 1 dal 2 settembre 2002 al 13 febbraio 2008 per le prime tre stagioni per poi continuare le restanti due su Hiro dal 7 ottobre 2009 al 30 novembre 2010.

## Lista episodi

### Prima stagione
| Nº  | Titolo italiano Giapponese 「Kanji」 - Rōmaji                                                           | In onda           | In onda           |
| Nº  | Titolo italiano Giapponese 「Kanji」 - Rōmaji                                                           | Giapponese        | Italiano          |
| 1   | Hamtaro 「とっとこ登場！ハム太郎」 - tottoko tōjō! hamu tarō                                            | 7 luglio 2000     | 2 settembre 2002  |
| 2   | Clubhouse 「とっとこ作るよ！地下ハウス」 - tottoko tsukuru yo! chika hausu                              | 14 luglio 2000    | 3 settembre 2002  |
| 3   | Tutti a raccolta! 「とっとこ集まれ！ハムちゃんず」 - tottoko atsumare! hamu chanzu                      | 21 luglio 2000    | 4 settembre 2002  |
| 4   | Vieni con noi, Bijou! 「とっとこ飛び出せ！リボンちゃん」 - tottoko tobidase! ribon chan                 | 28 luglio 2000    | 5 settembre 2002  |
| 5   | Diamanti di zucchero 「とっとこいっぱい！コンペイトウ」 - tottokoippai! konpeitō                        | 4 agosto 2000     | 6 settembre 2002  |
| 6   | Prima volta al mare 「とっとこ行くのだ！はじめての海！」 - tottoko iku noda! hajimeteno umi!            | 11 agosto 2000    | 9 settembre 2002  |
| 7   | Avventure alla fiera d'estate 「とっとこ冒険！夏祭り！」 - tottoko bōken! natsumatsuri!                 | 18 agosto 2000    | 10 settembre 2002 |
| 8   | Il campo di girasoli 「とっとこ遊ぶよ！ひまわり畑」 - tottoko asobu yo! himawari hatake                 | 25 agosto 2000    | 11 settembre 2002 |
| 9   | Quanto trambusto in questa scuola! 「とっとこ学校！大さわぎ」 - tottoko gakkō! taisa wagi               | 1º settembre 2000 | 12 settembre 2002 |
| 10  | Jingle il vagabondo 「とっとこ登場！トンガリくん」 - tottoko tōjō! tongari kun                          | 8 settembre 2000  | 13 settembre 2002 |
| 11  | Il saggio Savio 「とっとこすごいぞ！長老ハム」 - tottokosugoizo! chōrō hamu                             | 15 settembre 2000 | 16 settembre 2002 |
| 12  | Bijou in pericolo 「とっとこ大変！リボンちゃん」 - tottoko taihen! ribon chan                           | 22 settembre 2000 | 17 settembre 2002 |
| 13  | Balliamo, Tigra! 「とっとこ踊るよ！トラハムちゃん」 - tottoko odoru yo! torahamu chan                   | 29 settembre 2000 | 18 settembre 2002 |
| 14  | In cerca del fratello di Tigra 「とっとこさがすぞ！トラハムくん」 - tottokosagasuzo! torahamu kun       | 6 ottobre 2000    | 19 settembre 2002 |
| 15  | Il nastro preferito di Bijou 「とっとこ大切！リボンでちゅ」 - tottoko taisetsu! ribon dechu             | 13 ottobre 2000   | 20 settembre 2002 |
| 16  | Guarisci presto, Laura 「とっとこロコちゃん！元気になあれ」 - tottoko roko chan! genki ninaare          | 20 ottobre 2000   | 23 settembre 2002 |
| 17  | Hamtaro il super segugio 「とっとこ名探偵！ハム太郎」 - tottoko meitantei! hamu tarō                    | 27 ottobre 2000   | 24 settembre 2002 |
| 18  | A caccia della scarpetta 「とっとこ走るぞ！ガラスのくつ」 - tottoko hashiru zo! garasu nokutsu          | 3 novembre 2000   | 25 settembre 2002 |
| 19  | Il parco ham hams di Panda 「とっとこ活躍！パンダくん」 - tottoko katsuyaku! panda kun                  | 10 novembre 2000  | 26 settembre 2002 |
| 20  | Il mistero di Ronfo 「とっとこ謎だよ！ねてるくん」 - tottoko nazo dayo! neterukun                       | 10 novembre 2000  | 27 settembre 2002 |
| 21  | Coraggio, Caplin 「とっとこ勇気だ！かぶるくん」 - tottoko yūki da! kaburukun                            | 24 novembre 2000  | 30 settembre 2002 |
| 22  | Un regalo per Sciarpina 「とっとこ贈るぞ！プレゼント」 - tottoko okuru zo! purezento                    | 1º dicembre 2000  | 1º ottobre 2002   |
| 23  | Il grande scoop di Tantasà 「とっとこ特ダネ！のっぽくん」 - tottoko toku dane! noppokun                 | 8 dicembre 2000   | 2 ottobre 2002    |
| 24  | Torna a casa Hamtaro 「とっとこ走れ！ハム太郎」 - tottoko hashire! hamu tarō                            | 15 dicembre 2000  | 3 ottobre 2002    |
| 25  | Buon Natale! 「とっとこメリー！クリスマス」 - tottoko meri! kurisumasu                                  | 22 dicembre 2000  | 4 ottobre 2002    |
| 26  | La leggenda del coraggioso Hamtaro 「とっとこ勇者！ハム太郎伝説」 - tottoko yūsha! hamu tarō densetsu   | 29 dicembre 2000  | 7 ottobre 2002    |
| 27  | Battaglia a palle di neve 「とっとこ元気に！雪合戦」 - tottoko genki ni! yukigassen                     | 5 gennaio 2001    | 8 ottobre 2002    |
| 28  | La straordinaria zia Viva! 「とっとこすごすぎ！おハムばあさん」 - tottokosugosugi! o hamu baasan        | 12 gennaio 2001   | 9 ottobre 2002    |
| 29  | In cerca degli occhiali di papà 「とっとこ追うのだ！パパのメガネ」 - tottoko ō noda! papa no megane     | 19 gennaio 2001   | 10 ottobre 2002   |
| 30  | La grande gara di Tobia 「とっとこどんちゃん！大レース」 - tottokodonchan! dai resu                     | 26 gennaio 2001   | 11 ottobre 2002   |
| 31  | Boss fa la mamma 「とっとこママだよ！タイショーくん」 - tottoko mama dayo! taisho kun                   | 2 febbraio 2001   | 14 ottobre 2002   |
| 32  | San Valentino 「とっとこびっくり！バレンタイン」 - tottokobikkuri! barentain                            | 9 febbraio 2001   | 15 ottobre 2002   |
| 33  | Attraverso l'arcobaleno 「とっとこ渡ろう！虹の橋」 - tottoko wataro u! niji no hashi                    | 16 febbraio 2001  | 16 ottobre 2002   |
| 34  | Curiamo Timidy 「とっとこかわいい！ちび丸ちゃん」 - tottokokawaii! chibi maru chan                      | 23 febbraio 2001  | 17 ottobre 2002   |
| 35  | Evviva! È la festa delle bambine 「とっとこ楽しい！ひなまつり」 - tottoko tanoshi i! hinamatsuri        | 2 marzo 2001      | 18 ottobre 2002   |
| 36  | Addio Bijou! 「とっとこさよなら！リボンちゃん」 - tottokosayonara! ribon chan                           | 9 marzo 2001      | 21 ottobre 2002   |
| 37  | La cotta di Ghiotto 「とっとこ元気だ！じゃじゃハムちゃん」 - tottoko genki da! jaja hamu chan           | 16 marzo 2001     | 22 ottobre 2002   |
| 38  | La lettera preziosa 「とっとことどけ！大事な手紙」 - tottokotodoke! daiji na tegami                     | 23 marzo 2001     | 23 ottobre 2002   |
| 39  | Gli ham ham friends volanti 「とっとこ空飛ぶ！ハムちゃんず」 - tottoko kūhi bu! hamu chanzu             | 30 marzo 2001     | 24 ottobre 2002   |
| 40  | La fioritura dell'amicizia 「とっとこ咲かそう！友情の花」 - tottoko saka sō! yūjō no hana               | 6 aprile 2001     | 25 ottobre 2002   |
| 41  | Paura al museo 「とっとこドキドキ！博物館」 - tottoko dokidoki! hakubutsukan                            | 13 aprile 2001    | 28 ottobre 2002   |
| 42  | Benvenuta, Peperita! 「とっとこようこそ！じゃじゃハムちゃん」 - tottokoyōkoso! jaja hamu chan           | 20 aprile 2001    | 29 ottobre 2002   |
| 43  | La grande caccia alle galline 「とっとこまごころ！大作戦」 - tottokomagokoro! daisakusen                | 27 aprile 2001    | 30 ottobre 2002   |
| 44  | Nonno, ti voglio bene 「とっとこ大好き！おじいちゃん」 - tottoko daisuki! ojiichan                      | 4 maggio 2001     | 31 ottobre 2002   |
| 45  | Tutti all'acquario 「とっとこおどろき！水族館」 - tottokoodoroki! suizokukan                            | 11 maggio 2001    | 1º novembre 2002  |
| 46  | La festa dello sport 「とっとこファイトだ！運動会」 - tottoko faito da! undōkai                         | 18 maggio 2001    | 4 novembre 2002   |
| 47  | Il matrimonio combinato 「とっとこお見合い！らぶらぶ大事件」 - tottokoo miai! raburabu daijiken         | 25 maggio 2001    | 5 novembre 2002   |
| 48  | Il clubhouse in pericolo 「とっとこ脱出！地下ハウス」 - tottoko dasshutsu! chika hausu                  | 1º giugno 2001    | 6 novembre 2002   |
| 49  | Alla ricerca del ciondolo 「とっとこさがせ！幸せのペンダント」 - tottokosagase! shiawase no pendanto    | 8 giugno 2001     | 7 novembre 2002   |
| 50  | Perfino gli hams hams hanno il mal di mare 「とっとこゆれるよ！遊覧船」 - tottokoyureruyo! yūransen     | 15 giugno 2001    | 8 novembre 2002   |
| 51  | Tigro e Tigra fanno pace 「とっとこなかよし！トラハム兄妹」 - tottokonakayoshi! torahamu kyōdai         | 22 giugno 2001    | -                 |
| 52  | Hamtaro Hood 「とっとこ参上！ハムハム小僧」 - tottoko sanjō! hamuhamu kozō                              | 29 giugno 2001    | -                 |
| 53  | Peperita e le stelle 「とっとこ七夕！じゃじゃハムちゃん」 - tottoko tanabata! jaja hamu chan            | 6 luglio 2001     | -                 |
| 54  | È nata una stella 「とっとこアイドル！くるりんちゃん」 - tottoko aidoru! kururinchan                    | 13 luglio 2001    | -                 |
| 55  | Laura, dove sei? 「とっとこホント！迷子のロコちゃん」 - tottoko honto! maigo no roko chan               | 20 luglio 2001    | -                 |
| 56  | Boss, lupo di mare 「とっとこ燃えろ！海の若ダイショー」 - tottoko moe ro! umi no jaku daisho            | 27 luglio 2001    | -                 |
| 57  | La montagna dei fantasmi 「とっとこ怖いぞ！峠のおばけ」 - tottoko kowai zo! tōge noobake                | 3 agosto 2001     | -                 |
| 58  | La voce del vento 「とっとこさわやか！夏の風」 - tottokosawayaka! natsu no kaze                         | 10 agosto 2001    | -                 |
| 59  | Il rivale di Teo 「とっとこピンチだ！ライバル登場」 - tottoko pinchi da! raibaru tōjō                   | 17 agosto 2001    | -                 |
| 60  | La gara dei galli 「とっとこがんばれ！にわとり大会」 - tottokoganbare! niwatori taikai                  | 24 agosto 2001    | -                 |
| 61  | La caccia al tesoro 「とっとこさがそう！宝物」 - tottokosagasō! takaramono                              | 31 agosto 2001    | -                 |
| 62  | Il primo amore di Timidy 「とっとこ初恋！ちび丸ちゃん」 - tottoko hatsukoi! chibi maru chan             | 7 settembre 2001  | 7 febbraio 2003   |
| 63  | L'apparenza inganna 「とっとここわ～い！校長先生」 - tottokokowa ~ i! kōchōsensei                       | 14 settembre 2001 | -                 |
| 64  | L'amicizia trionfa su tutto 「とっとこハラハラ！仲直り」 - tottoko harahara! nakanaori                  | 21 settembre 2001 | -                 |
| 65  | La delusione di Marta 「とっとこモモちゃん！夢の遊園地」 - tottoko momo chan! yume no yūenchi           | 28 settembre 2001 | -                 |
| 66  | La ruota panoramica 「とっとこまわるよ！ひまわり観覧車」 - tottokomawaruyo! himawari kanransha          | 5 ottobre 2001    | -                 |
| 67  | Il primo appuntamento 「とっとこデートだ！動物園」 - tottoko deto da! dōbutsuen                         | 12 ottobre 2001   | -                 |
| 68  | Una villa da brividi 「とっとこドッキリ！怪事件」 - tottoko dokkiri! kai jiken                          | 19 ottobre 2001   | -                 |
| 69  | Chiromanzia con grande simpatia! 「とっとこ占い！大当たり」 - tottoko uranai! ooatari                   | 26 ottobre 2001   | -                 |
| 70  | Un lieto evento 「とっとこ誕生！赤ちゃんヤギ」 - tottoko tanjō! akachan yagi                            | 2 novembre 2001   | -                 |
| 71  | L'influenza di Bijou 「とっとこはじめて！動物病院」 - tottokohajimete! dōbutsubyōin                     | 9 novembre 2001   | -                 |
| 72  | Voglia di maglia 「とっとこあったか！マフラー大作戦」 - tottokoattaka! mafura daisakusen                | 16 novembre 2001  | -                 |
| 73  | Un soffio d'autunno 「とっとこ見つけた！小さい秋」 - tottoko mitsu keta! chiisa i aki                   | 23 novembre 2001  | -                 |
| 74  | Una decisione difficile 「とっとこおかえり！ちび丸ちゃん」 - tottokookaeri! chibi maru chan             | 30 novembre 2001  | -                 |
| 75  | Abominevole donna delle nevi... 「とっとこ見たなぁ～！雪女」 - tottoko mita naa ~! yukionna             | 7 dicembre 2001   | -                 |
| 76  | Un sogno sul grande schermo 「とっとこスターだ！ハム太郎」 - tottoko suta da! hamu tarō                 | 14 dicembre 2001  | -                 |
| 77  | Il Natale dei criceti 「とっとこすてきな！サンタクロース」 - tottokosutekina! santakurosu               | 21 dicembre 2001  | -                 |
| 78  | L'infallibile investigHamtaro 「とっとこラブリー！怪盗ちーず」 - tottoko raburi! kaitō chi zu           | 28 dicembre 2001  | -                 |
| 79  | Gli aquiloni di capodanno 「とっとこ新春！たこあげ大会」 - tottoko shinshun! takoage taikai             | 4 gennaio 2002    | -                 |
| 80  | Proposta di matrimonio 「とっとこ夕日だ！プロポーズ」 - tottoko yūhi da! puropozu                       | 11 gennaio 2002   | -                 |
| 81  | Nascondino, di nome e di fatto! 「とっとこトンネル！ぬけないくん」 - tottoko tonneru! nukenaikun        | 18 gennaio 2002   | -                 |
| 82  | Le carte dell'amore 「とっとこときめき！恋占い」」 - tottokotokimeki! koi uranai)                       | 25 gennaio 2002   | -                 |
| 83  | La festa di Setsubun 「とっとこ豆まき！鬼たいじ」 - tottoko mamemaki! oni taiji                         | 1º febbraio 2002  | -                 |
| 84  | Buon San Valentino! 「とっとこドタバタ！バレンタイン」 - tottoko dotabata! barentain                    | 8 febbraio 2002   | -                 |
| 85  | L'unione fa la forza 「とっとこどんちゃん！大活躍」 - tottokodonchan! daikatsuyaku                      | 15 febbraio 2002  | -                 |
| 86  | Un'invenzione speciale 「とっとこロボハム！メカじろう」 - tottoko robohamu! meka jirō                   | 22 febbraio 2002  | -                 |
| 87  | La festa delle bambine 「とっとこパニック！ひなまつり」 - tottoko panikku! hinamatsuri                  | 1º marzo 2002     | -                 |
| 88  | Kimeno, il criceto ninja 「とっとこ忍者だ！ニンハムくん」 - tottoko ninja da! ninhamu kun               | 8 marzo 2002      | -                 |
| 89  | Voglia di primavera 「とっとこさがそう！春とはる」 - tottokosagasō! haru toharu                         | 15 marzo 2002     | -                 |
| 90  | Gli uomini dello spazio 「とっとこ宇宙だ！ハム太郎」 - tottoko uchū da! hamu tarō                       | 22 marzo 2002     | -                 |
| 91  | Il viaggio di Boss 「とっとこタイショー！ながれ旅」 - tottoko taisho! nagare tabi                       | 29 marzo 2002     | -                 |
| 92  | All'ombra dei ciliegi in fiore 「とっとこお花見！おハムと長老」 - tottokoo hanami! o hamu to chōrō      | 5 aprile 2002     | -                 |
| 93  | Pistilla innamorata 「とっとこはなちゃん！恋のはなはな」 - tottokohanachan! koi nohanahana              | 12 aprile 2002    | -                 |
| 94  | Il simpatico dottor Criniera 「とっとこやさしい！ライオン先生」 - tottokoyasashii! raion sensei         | 19 aprile 2002    | -                 |
| 95  | Buon appetito, ham hams! 「とっとこ踊るよ！コックさん」 - tottoko odoru yo! kokku san                   | 26 aprile 2002    | -                 |
| 96  | La carpa volante 「とっとこ飛ぶのだ！こいのぼり」 - tottoko tobu noda! koinobori                        | 3 maggio 2002     | -                 |
| 97  | Tutti in carrozza! 「とっとこ出発！ハムちゃんず号」 - tottoko shuppatsu! hamu chanzu gō                 | 10 maggio 2002    | -                 |
| 98  | Il mistero delle scarpe rubate 「とっとこ捜すぞ！消えたクツ」 - tottoko sagasu zo! kie ta kutsu         | 17 maggio 2002    | -                 |
| 99  | Il valore dell'amicizia 「とっとこ守るよ！大事な約束」 - tottoko mamoru yo! daiji na yakusoku           | 24 maggio 2002    | 1º aprile 2003    |
| 100 | Un regalo molto speciale 「とっとこモモちゃん！すてきな贈り物」 - tottoko momo chan! sutekina okurimono | 31 maggio 2002    | -                 |
| 101 | Questo matrimonio s'ha da fare! 「とっとこハッピー！ウェディング」 - tottoko happi! uedeingu            | 7 giugno 2002     | -                 |
| 102 | La festa del papà 「とっとこ会社だ！大はしゃぎ」 - tottoko kaisha da! dai hashagi                       | 14 giugno 2002    | -                 |
| 103 | L'esercitazione 「とっとこよこどり！地下ハウス」 - tottokoyokodori! chika hausu                         | 21 giugno 2002    | -                 |
| 104 | Un sogno principesco 「とっとこ御用だ！ひまわりのハム太郎」 - tottoko goyō da! himawarino hamu tarō     | 28 giugno 2002    | -                 |

### Seconda stagione
| Nº  | Titolo italiano Giapponese 「Kanji」 - Rōmaji                                                             | In onda           | In onda           |
| Nº  | Titolo italiano Giapponese 「Kanji」 - Rōmaji                                                             | Giapponese        | Italiano          |
| 105 | La via lattea 「とっとこお願い！天の川」 - tottokoo negai! ten no kawa                                    | 5 luglio 2002     | 27 giugno 2005    |
| 106 | Nascondino si innamora 「とっとこ恋する！ぬけないくん」 - tottoko koisuru! nukenaikun                     | 12 luglio 2002    | 28 giugno 2005    |
| 107 | Il grande uovo 「とっとこ転がる！大きなタマゴ」 - tottoko koroga ru! ooki na tamago                       | 19 luglio 2002    | 29 giugno 2005    |
| 108 | Il ristorante sulla spiaggia 「とっとこ夏だ！海の家」 - tottoko natsu da! uminoie                         | 26 luglio 2002    | 30 giugno 2005    |
| 109 | Mekano, il super criceto 「とっとこがんばる！メカじろう」 - tottokoganbaru! meka jirō                     | 2 agosto 2002     | 1º luglio 2005    |
| 110 | Il festival degli ham-hams 「とっとこ踊ろう！ハムちゃんず」 - tottoko odoro u! hamu chanzu                | 9 agosto 2002     | 4 luglio 2005     |
| 111 | Notte da brividi a scuola 「とっとこゾゾゾーッ！きもだめし」 - tottoko zozozotsu! kimodameshi             | 16 agosto 2002    | 5 luglio 2005     |
| 112 | Funambolismo d'amore 「とっとこ愛の！つなわたり」 - tottoko ai no! tsunawatari                            | 23 agosto 2002    | 6 luglio 2005     |
| 113 | Dive in visita 「とっとこバカンス！くるりんちゃん」 - tottoko bakansu! kururinchan                        | 30 agosto 2002    | 7 luglio 2005     |
| 114 | Il cavaliere senza macchia e senza paura 「とっとこナイトだ！ハム太郎」 - tottoko naito da! hamu tarō     | 6 settembre 2002  | 8 luglio 2005     |
| 115 | Un addio davvero speciale 「とっとことんでる！メカじろう」 - tottokotonderu! meka jirō                    | 13 settembre 2002 | 11 luglio 2005    |
| 116 | La promessa 「とっとこふたたび！にわとりトリオ」 - tottokofutatabi! niwatori torio                        | 20 settembre 2002 | 12 luglio 2005    |
| 117 | Il sogno di Timidy 「とっとこ夢みる！ちび丸ちゃん」 - tottoko yume miru! chibi maru chan                  | 27 settembre 2002 | 13 luglio 2005    |
| 118 | Il favoloso castello ham ham 「とっとこぼくらの！ハムハムキャッスル」 - tottokobokurano! hamuhamukyassuru | 4 ottobre 2002    | 14 luglio 2005    |
| 119 | Il grande cuore di Ghiotto 「とっとことどけ！こうしの純情」 - tottokotodoke! kōshino junjō                | 11 ottobre 2002   | 15 luglio 2005    |
| 120 | Dove sei, Caplin? 「とっとこどこなの！かぶるくん」 - tottokodokonano! kaburukun                           | 18 ottobre 2002   | 18 luglio 2005    |
| 121 | Lezione di vita 「とっとこ勝負だ！タイショーくん」 - tottoko shōbu da! taisho kun                         | 25 ottobre 2002   | 19 luglio 2005    |
| 122 | Attenti al lupo! 「とっとこほんと！オオカミが出たぞ」 - tottokohonto! ookami ga deta zo                   | 1º novembre 2002  | 20 luglio 2005    |
| 123 | Il clubhouse in pericolo 「とっとこどうなる！地下ハウス」 - tottokodōnaru! chika hausu                    | 8 novembre 2002   | 21 luglio 2005    |
| 124 | Gita in montagna 「とっとこ秋だよ！おふくろの味」 - tottoko aki dayo! ofukurono aji                       | 15 novembre 2002  | 22 luglio 2005    |
| 125 | Kimeno, il combinaguai 「とっとここまった！ニンハムくん」 - tottokokomatta! ninhamu kun                   | 22 novembre 2002  | 25 luglio 2005    |
| 126 | Follie per amore 「とっとこやさしい！ナースちゃん」 - tottokoyasashii! nasu chan                          | 29 novembre 2002  | 26 luglio 2005    |
| 127 | Tobia, squadra speciale salvataggio 「とっとこどんちゃん！レスキュー隊」 - tottokodonchan! resukyu tai    | 6 dicembre 2002   | 27 luglio 2005    |
| 128 | Bunbunin innamorata 「とっとこ恋なの！くるりんちゃん」 - tottoko koi nano! kururinchan                    | 13 dicembre 2002  | 28 luglio 2005    |
| 129 | Il Natale di Marta 「とっとこモモちゃん！クリスマス」 - tottoko momo chan! kurisumasu                     | 20 dicembre 2002  | 29 luglio 2005    |
| 130 | La magia dei sogni 「とっとこりんりん！エンジェルちゃん」 - tottokorinrin! enjieru chan                   | 27 dicembre 2002  | 1º agosto 2005    |
| 131 | Festa di capodanno 「とっとこめでたい！ハムちゃんず」 - tottokomedetai! hamu chanzu                       | 10 gennaio 2003   | 2 agosto 2005     |
| 132 | La magia della neve 「とっとこリボンと！思い出の絵本」 - tottoko ribon to! omoide no ehon                 | 17 gennaio 2003   | 3 agosto 2005     |
| 133 | La lana, che magia! 「とっとこあみあみ！ポニーテールちゃん」 - tottokoamiami! poniteru chan               | 24 gennaio 2003   | 4 agosto 2005     |
| 134 | Sorridi, Ilaria 「とっとこ笑って！ヒカリさん」 - tottoko waratte! hikari san                              | 31 gennaio 2003   | 5 agosto 2005     |
| 135 | Hamtaro si è preso il raffreddore 「とっとこかぜの！ハム太郎」 - tottokokazeno! hamu tarō                 | 7 febbraio 2003   | 8 agosto 2005     |
| 136 | La festa di San Valentino 「とっとこイケイケ！トラハムくん」 - tottoko ikeike! torahamu kun               | 14 febbraio 2003  | 9 agosto 2005     |
| 137 | Hamtaro e i girasoli 「とっとこ消えた！ハム太郎」 - tottoko kie ta! hamu tarō                             | 21 febbraio 2003  | 10 agosto 2005    |
| 138 | La festa delle bambole 「とっとこじゃじゃハム！おひなさま」 - tottokojaja hamu! ohinasama                 | 28 febbraio 2003  | 11 agosto 2005    |
| 139 | I racconti di Sonia 「とっとこユメちゃん！おはなしきかせて」 - tottoko yume chan! ohanashikikasete        | 7 marzo 2003      | 12 agosto 2005    |
| 140 | Guardie e ladri... 「とっとこウキウキ！ウキハムくん」 - tottoko ukiuki! ukihamu kun                       | 14 marzo 2003     | 16 agosto 2005    |
| 141 | Ti voglio bene, Hamtaro 「とっとこ好きなの！ハム太郎」 - tottoko suki nano! hamu tarō                     | 21 marzo 2003     | 17 agosto 2005    |
| 142 | L'albero di ciliegio leggendario 「とっとこお願い！花ふぶき」 - tottokoo negai! hana fubuki               | 28 marzo 2003     | 18 agosto 2005    |
| 143 | Pista! Arrivano i mini mini!! 「とっとこ三つ子の！ちびちゃんず」 - tottoko mittsu ko no! chibichanzu      | 4 aprile 2003     | 19 agosto 2005    |
| 144 | Duello al ranch dei fiori 「とっとこ決闘！フラワー牧場」 - tottoko kettō! furawa bokujō                   | 11 aprile 2003    | 22 agosto 2005    |
| 145 | Una nuova stanza per Boss 「とっとこタイショー！いこいの部屋」 - tottoko taisho! ikoino heya              | 18 aprile 2003    | 23 agosto 2005    |
| 146 | Il nascondiglio segreto 「とっとこふたりの！大事な思い出」 - tottokofutarino! daiji na omoide             | 25 aprile 2003    | 24 agosto 2005    |
| 147 | La squadra delle infermiere 「とっとこおまかせ！ハムハムナース隊」 - tottokoomakase! hamuhamunasu tai     | 2 maggio 2003     | 25 agosto 2005    |
| 148 | La festa della mamma 「とっとこあれれ！おハムかあさん」 - tottokoarere! o hamu kaasan                     | 9 maggio 2003     | 26 agosto 2005    |
| 149 | Lo scandalo 「とっとこスキャンダルなの！くるりんちゃん」 - tottoko sukyandaru nano! kururinchan           | 16 maggio 2003    | 29 agosto 2005    |
| 150 | Il torneo di lotta 「とっとこたたかえ！メカじろう」 - tottokotatakae! meka jirō                           | 23 maggio 2003    | 30 agosto 2005    |
| 151 | In viaggio con Lentino 「とっとこねてると！カメゾウくん」 - tottokoneteruto! kamezō kun                   | 30 maggio 2003    | 31 agosto 2005    |
| 152 | Una giornata di pioggia 「とっとこ雨ふり！アジサイの花」 - tottoko amefuri! ajisai no hana                | 6 giugno 2003     | 1º settembre 2005 |
| 153 | La trasformazione 「とっとこ育て！ぼくらのミドリン」 - tottoko sodate! bokurano midorin                   | 13 giugno 2003    | 2 settembre 2005  |
| 154 | La fuga 「とっとこてちてち！ハラペコの旅」 - tottokotechitechi! harapeko no tabi                          | 20 giugno 2003    | 5 settembre 2005  |
| 155 | Le paladine della giustizia 「とっとこ正義の！女ねずみ小僧」 - tottoko seigi no! onna nezumi kozō         | 27 giugno 2003    | 6 settembre 2005  |

### Terza stagione
| Nº  | Titolo italiano Giapponese 「Kanji」 - Rōmaji                                                                                       | In onda           | In onda                        |
| Nº  | Titolo italiano Giapponese 「Kanji」 - Rōmaji                                                                                       | Giapponese        | Italiano                       |
| 156 | Una piccola storia d'amore / Tigra e Tantasà 「とっとこ小さな！恋の物語」 - tottoko chiisa na! koi no monogatari                    | 4 luglio 2003     | 10 / 11 settembre 2007         |
| 157 | Galli latitanti / La cattura 「とっとこデンジャー！にわとりトリオ」 - tottoko denja! niwatori torio                                 | 11 luglio 2003    | 12 / 13 settembre 2007         |
| 158 | Lezioni di recitazione / La scena finale 「とっとこくるりん！スターなの」 - tottokokururin! suta nano                               | 18 luglio 2003    | 14 / 17 settembre 2007         |
| 159 | Il sapore della felicità / Un incontro difficile 「とっとこ恋の！あつあつポテト」 - tottoko koi no! atsuatsu poteto                 | 25 luglio 2003    | 18 / 19 settembre 2007         |
| 160 | Giornata al parco dei divertimenti / Le due gemelline 「とっとこまいごだ！遊園地」 - tottokomaigoda! yūenchi                        | 1º agosto 2003    | 20 / 21 settembre 2007         |
| 161 | Criceto di mare / Onda su onda 「とっとこ泳ぐぞ！カメハムくん」 - tottoko oyogu zo! kamehamu kun                                    | 8 agosto 2003     | 24 / 25 settembre 2007         |
| 162 | Una notte da brividi / ? 「とっとこ夏だよ！きもだめし」 - tottoko natsu dayo! kimodameshi                                           | 15 agosto 2003    | 26 / 27 settembre 2007         |
| 163 | Gita in campagna / La terra dei girasoli 「とっとこ夏色！ひまわりちゃん」 - tottoko natsuiro! himawarichan                          | 22 agosto 2003    | 28 settembre / 1º ottobre 2007 |
| 164 | La pergamena segreta / ? 「とっとこニンハム！イガイガの里」 - tottoko ninhamu! igaiga no sato                                       | 29 agosto 2003    | 2 / 3 ottobre 2007             |
| 165 | Zanino e Pomino / Lotta contro i corvi 「とっとこトマトくんと！ナッスーくん」 - tottoko tomato kunto! nassu kun                     | 5 settembre 2003  | 4 / 5 ottobre 2007             |
| 166 | Il pittore / Il quadro incompleto 「とっとこピ～ヒョロ！ハムちゃんず」 - tottoko pi ~ hyoro! hamu chanzu                            | 12 settembre 2003 | 8 / 9 ottobre 2007             |
| 167 | Il piccolo Doro / Avventura in giardino 「とっとこ赤ちゃん！大冒険」 - tottoko akachan! daibōken                                    | 19 settembre 2003 | 10 / 11 ottobre 2007           |
| 168 | La caduta / Il ritorno 「とっとこ会いたい！リボンちゃん」 - tottoko ai tai! ribon chan                                              | 26 settembre 2003 | 12 / 15 ottobre 2007           |
| 169 | È tornato Mekano! / Caccia al fiume 「とっとこ秋だ！ハム太郎まつり」 - tottoko aki da! hamu tarō matsuri                            | 3 ottobre 2003    | 16 / 17 ottobre 2007           |
| 170 | Il torneo di atletica / Ce la puoi fare Marte! 「とっとこモモちゃん！運動会」 - tottoko momo chan! undōkai                          | 10 ottobre 2003   | 18 / 19 ottobre 2007           |
| 171 | Il mostro / Ritorno a casa 「とっとこイルカと！カメハムくん」 - tottoko iruka to! kamehamu kun                                      | 17 ottobre 2003   | 22 / 23 ottobre 2007           |
| 172 | Il tifone / Evviva il racconto 「とっとこちびくり！秋まつり」 - tottokochibikuri! aki matsuri                                       | 24 ottobre 2003   | 24 / 25 ottobre 2007           |
| 173 | La festa di Halloween / ? 「とっとこハロウィン！大へんしん」 - tottoko harōin! dai henshin                                          | 31 ottobre 2003   | 26 / 29 ottobre 2007           |
| 174 | La fiaba di Sonia / ? 「とっとこロマンだ！ハムハム探検隊」 - tottoko roman da! hamuhamu tankentai                                   | 7 novembre 2003   | 30 / 31 ottobre 2007           |
| 175 | La dolce Lalabell / Dove vai Tobia? 「とっとこどんちゃん！どこ行くの」 - tottokodonchan! doko iku no                                | 14 novembre 2003  | 2 / 5 novembre 2007            |
| 176 | La squadra di infermieri / Il cigno ferito 「とっとこピーポー！ハムハムナース隊」 - tottoko pipo! hamuhamunasu tai                  | 21 novembre 2003  | 6 / 7 novembre 2007            |
| 177 | Stelle cadenti / Cacciatrici di stelle 「とっとこぴかぴか！流れ星」 - tottokopikapika! nagareboshi                                  | 28 novembre 2003  | 8 / 9 novembre 2007            |
| 178 | Piccoli investigatori / Il regalo segreto 「とっとこどこへ！パパ大追跡」 - tottokodokohe! papa daitsuiseki                          | 5 dicembre 2003   | 12 / 13 novembre 2007          |
| 179 | Preparativi speciali / Avventura sulla neve 「とっとこ走れ！じゃじゃハムちゃん」 - tottoko hashire! jaja hamu chan                  | 12 dicembre 2003  | 14 / 15 novembre 2007          |
| 180 | Il computer / L'e-mail di Ghiotto 「とっとこ不思議な！おくりもの」 - tottoko fushigi na! okurimono                                  | 19 dicembre 2003  | 16 / 26 novembre 2007          |
| 181 | Sognando la preistoria / L'ombrello magico 「とっとこマンモス!?にじハムくん」 - tottoko manmosu!? niji hamu kun                     | 26 dicembre 2003  | 27 / 28 novembre 2007          |
| 182 | La montagna delle scimmie / ? 「とっとこハッピー！ウキハムくん」 - tottoko happi! ukihamu kun                                       | 9 gennaio 2004    | 29 / 30 novembre 2007          |
| 183 | Giocando sulla neve / Le costruzioni 「とっとこちびくり！雪まつり」 - tottokochibikuri! yuki matsuri                                | 16 gennaio 2004   | 3 / 4 dicembre 2007            |
| 184 | Piccole pesti / Un nuovo amico 「とっとこパパだよ！ちびちゃんず」 - tottoko papa dayo! chibichanzu                                  | 23 gennaio 2004   | 5 / 6 dicembre 2007            |
| 185 | Omaggio alla primavera / Battaglia notturna 「とっとこ赤ちゃん！オニは外」 - tottoko akachan! oni ha soto                           | 30 gennaio 2004   | 7 / 10 dicembre 2007           |
| 186 | Scuola di maglieria / Giochi pericolosi 「とっとこアミアミ娘と！カメハムくん」 - tottoko amiami musume to! kamehamu kun             | 6 febbraio 2004   | 11 / 12 dicembre 2007          |
| 187 | Il mistero del regalo di San Valentino / ? 「とっとこ謎の！バレンタインチョコ」 - tottoko nazo no! barentainchoko                   | 13 febbraio 2004  | 13 / 14 dicembre 2007          |
| 188 | Chi bella vuole apparire... / La star del ricevimento 「とっとこ変身！マフラーちゃん」 - tottoko henshin! mafura chan               | 20 febbraio 2004  | 17 / 18 dicembre 2007          |
| 189 | Il raffreddore / La vendetta di Tigra 「とっとこ心配！いもうとよ」 - tottoko shinpai! imōtoyo                                       | 27 febbraio 2004  | 19 / 20 dicembre 2007          |
| 190 | Bonjour! Arriva Charme / Un piccolo malinteso 「とっとこボンジュール！おしゃれちゃん」 - tottoko bonjuru! osharechan                | 5 marzo 2004      | 21 / 27 dicembre 2007          |
| 191 | Il segreto di Castagnina / Tutto è bene... 「とっとこちびくり！小さなヒミツ」 - tottokochibikuri! chiisa na himitsu                 | 12 marzo 2004     | 28 / 31 dicembre 2007          |
| 192 | L'innamorato / Festa d'addio 「とっとこくるりん！ハリウッドなの」 - tottokokururin! hariuddo nano                                   | 19 marzo 2004     | 2 / 3 gennaio 2008             |
| 193 | Falsa partenza / ? 「とっとこお別れ！地下ハウス」 - tottokoo wakare! chika hausu                                                    | 26 marzo 2004     | 4 / 7 gennaio 2008             |
| 194 | Il sogno / ? 「とっとこラピスちゃんと！ラズリーちゃん」 - tottoko rapisu chanto! razuri chan                                        | 2 aprile 2004     | 8 / 9 gennaio 2008             |
| 195 | Il paradiso dei dolcini / ? 「とっとこすい～ちゅ！ぱらだいす」 - tottokosui ~ chu! paradaisu                                        | 9 aprile 2004     | 10 / 11 gennaio 2008           |
| 196 | Esperimento con i semi / ? 「とっとこじっけん！ふしぎなタネ」 - tottokojikken! fushigina tane                                       | 16 aprile 2004    | 14 / 15 gennaio 2008           |
| 197 | La gelosia di Bijou! / Equivoco evitato 「とっとこ恋する！リボンちゃん」 - tottoko koisuru! ribon chan                              | 23 aprile 2004    | 16 / 17 gennaio 2008           |
| 198 | Un tuffo nel mondo dei sogni / Ronfo è in pericolo 「とっとこスカピー！夢のなか」 - tottoko sukapi! yume nonaka                     | 30 aprile 2004    | 18 / 21 gennaio 2008           |
| 199 | Furto di gioielli / Il supereroe 「とっとこだばっと！ヒーローハム」 - tottokodabatto! hirohamu                                      | 7 maggio 2004     | 22 / 23 gennaio 2008           |
| 200 | Lo zoo ambulante / Addio merendine 「とっとこクマった！クマ次郎」 - tottoko kuma tta! kuma jirō                                     | 14 maggio 2004    | 24 / 25 gennaio 2008           |
| 201 | Fiori magici / Il grande segreto 「とっとこおしゃべり！魔法の花」 - tottokooshaberi! mahō no hana                                   | 21 maggio 2004    | 28 / 29 gennaio 2008           |
| 202 | Un gruppo artistico / Che cos'è l'arte? 「とっとこアートだ！おとめ・ずー」 - tottoko ato da! otome. zu                              | 28 maggio 2004    | 30 / 31 gennaio 2008           |
| 203 | L'unicorno dispettoso / ? 「とっとこいたずら！ユニコーン」 - tottokoitazura! yunikon                                                | 4 giugno 2004     | 1º / 4 febbraio 2008           |
| 204 | L'alieno minaccia gli ham hams / ? 「とっとこ出ました！ムハムハ星人」 - tottoko dema shita! muhamuha seijin                         | 11 giugno 2004    | 5 / 6 febbraio 2008            |
| 205 | Il mostro mangia dolci / Disavventura nel paradiso dei dolcini 「とっとこびっくり！すい～ちゅゴン」 - tottokobikkuri! sui ~ chu gon | 18 giugno 2004    | 7 / 11 febbraio 2008           |
| 206 | Fermate Gordo! / Il ritorno di Boss 「とっとこただいま！地下ハウス」 - tottokotadaima! chika hausu                                  | 25 giugno 2004    | 12 / 13 febbraio 2008          |

### Quarta stagione
| Nº  | Titolo italiano Giapponese 「Kanji」 - Rōmaji                                                                        | In onda           | In onda          |
| Nº  | Titolo italiano Giapponese 「Kanji」 - Rōmaji                                                                        | Giapponese        | Italiano         |
| 207 | La via lattea 「とっとこすい～ちゅ！天の川」 - tottokosui ~ chu! ten no kawa                                         | 2 luglio 2004     | 7 ottobre 2009   |
| 208 | Il ritorno di Bunbunin 「とっとこくるりん！キューピットなの」 - tottokokururin! kyupitto nano                        | 9 luglio 2004     | 8 ottobre 2009   |
| 209 | Malintesi tra sorelle 「とっとこプンプン！ラピスとラズリー」 - tottoko punpun! rapisu to razuri                      | 16 luglio 2004    | 9 ottobre 2009   |
| 210 | La gita tra i girasoli 「とっとこふたりで！ひまわりの旅」 - tottokofutaride! himawarino tabi                         | 23 luglio 2004    | 10 ottobre 2009  |
| 211 | Nel regno di Zungla 「とっとこ来たジャン！ジャンガル王国」 - tottoko kita jan! jangaru ōkoku                         | 30 luglio 2004    | 11 ottobre 2009  |
| 212 | La caccia al tesoro 「とっとこ夏ジャン！お宝さがし」 - tottoko natsu jan! o takara sagashi                           | 6 agosto 2004     | 12 ottobre 2009  |
| 213 | Clessidra in fondo al mare 「とっとこジャンジャン！泳ぐのだ」 - tottoko janjan! oyogu noda                           | 13 agosto 2004    | 13 ottobre 2009  |
| 214 | Il gioco dei re 「とっとこなるジャン！王様ジャン！」 - tottokonaru jan! ōsama jan!                                   | 20 agosto 2004    | 14 ottobre 2009  |
| 215 | Si torna a casa 「とっとこやるジャン！おとめちゃん」 - tottokoyaru jan! otomechan                                    | 27 agosto 2004    | 15 ottobre 2009  |
| 216 | La sfida 「とっとこ鏡で！とりかえっこ」 - tottoko kagami de! torikaekko                                              | 3 settembre 2004  | 16 ottobre 2009  |
| 217 | La dolcissima Wanda 「とっとこワンちゃん！会いたい気持ち」 - tottoko wan chan! ai tai kimochi                        | 10 settembre 2004 | 17 ottobre 2009  |
| 218 | Il segreto della bellezza 「とっとこキラキラ！おしゃれでちゅ」 - tottoko kirakira! osharedechu                       | 17 settembre 2004 | 18 ottobre 2009  |
| 219 | Il nuovo sogno di Ronfo 「とっとこいなせな！ハムハム小僧」 - tottokoinasena! hamuhamu kozō                           | 24 settembre 2004 | 19 ottobre 2009  |
| 220 | Piccola, grande invenzione 「とっとこビッグな！ちび丸ちゃん」 - tottoko biggu na! chibi maru chan                    | 1º ottobre 2004   | 20 ottobre 2009  |
| 221 | Tifosi per un giorno 「とっとこちっちゃな！応援団」 - tottokochicchana! ōendan                                       | 8 ottobre 2004    | 21 ottobre 2009  |
| 222 | Alla ricerca dell'ombrello perduto 「とっとこ飛びます！ハムちゃんず」 - tottoko tobi masu! hamu chanzu               | 15 ottobre 2004   | 22 ottobre 2009  |
| 223 | Il ritorno di Superhamikò 「とっとこヒーロー！永遠に…」 - tottoko hiro! eien ni...                                   | 22 ottobre 2004   | 23 ottobre 2009  |
| 224 | La festa di Halloween 「とっとこジャンガル！ハロウィンじゃん」 - tottoko jangaru! harōin jan                         | 29 ottobre 2004   | 24 ottobre 2009  |
| 225 | Doppia fortuna... o doppi guai? 「とっとこコマッタネ！魔法のタネ」 - tottoko komattane! mahō no tane                 | 5 novembre 2004   | 25 ottobre 2009  |
| 226 | Rossina e i fiori d'arancio 「とっとこ結婚！ナースちゃん」 - tottoko kekkon! nasu chan                               | 12 novembre 2004  | 26 ottobre 2009  |
| 227 | Il mistero di Tobia 「とっとこおはなし！わんわんクッキー」 - tottokoohanashi! wanwan kukki                           | 19 novembre 2004  | 27 ottobre 2009  |
| 228 | Boss diventa padre 「とっとこパパだじぇ！つらいじぇ」 - tottoko papa dajie! tsuraijie                                | 26 novembre 2004  | 28 ottobre 2009  |
| 229 | Le sculture di ghiaccio 「とっとこくるりん！アートなの」 - tottokokururin! ato nano                                  | 3 dicembre 2004   | 29 ottobre 2009  |
| 230 | I portafortuna 「とっとこラッキー！すい～ちゅ占い」 - tottoko rakki! sui ~ chu uranai                                | 10 dicembre 2004  | 30 ottobre 2009  |
| 231 | Il disegno smarrito 「とっとこ風船！笑顔にとどけ」 - tottoko fūsen! egao nitodoke                                    | 17 dicembre 2004  | 31 ottobre 2009  |
| 232 | Il Natale di Babbo-ham 「とっとこサンタだ！メリーくりすまちゅ」 - tottoko santa da! meri kurisumachu                 | 17 dicembre 2004  | 1º novembre 2009 |
| 233 | Un sogno a lieto fine 「とっとこめでたい！えんじぇるず」 - tottokomedetai! enjieruzu                                 | 7 gennaio 2005    | 2 novembre 2009  |
| 234 | Un pupazzo di neve 「とっとこまたね！雪だるま」 - tottokomatane! yuki daruma                                         | 14 gennaio 2005   | 3 novembre 2009  |
| 235 | Lezioni di vita 「とっとこノンノン！おしゃれちゃん」 - tottoko nonnon! osharechan                                    | 21 gennaio 2005   | 4 novembre 2009  |
| 236 | La festa per la primavera 「とっとこオニだよ！ハムちゃんず」 - tottoko oni dayo! hamu chanzu                         | 28 gennaio 2005   | 5 novembre 2009  |
| 237 | Le arcobelle 「とっとこ熱いの！レインボーガールズ」 - tottoko atsui no! reinbogaruzu                                 | 4 febbraio 2005   | 9 novembre 2009  |
| 238 | Bunbunin e San Valentino 「とっとこすきすき！バレンタインなの」 - tottokosukisuki! barentain nano                    | 11 febbraio 2005  | 10 novembre 2009 |
| 239 | Paradiso dei dolcini in pericolo 「とっとこ消えちゃう！すい～ちゅぱらだいす」 - tottoko kie chau! sui ~ chuparadaisu | 18 febbraio 2005  | 11 novembre 2009 |
| 240 | Principe in ritardo 「とっとこちこくだ！王子さま」 - tottokochikokuda! ōji sama                                      | 25 febbraio 2005  | 12 novembre 2009 |
| 241 | L'arrivo del nonno 「とっとこハイパー！メカじろう」 - tottoko haipa! meka jirō                                       | 4 marzo 2005      | 13 novembre 2009 |
| 242 | Il ritorno di Peperita 「とっとこヨロシク！じゃじゃハムちゃん」 - tottoko yoroshiku! jaja hamu chan                  | 11 marzo 2005     | 14 novembre 2009 |
| 243 | Il treno ham ham 「とっとこ走るよ！ハムハムトレイン」 - tottoko hashiru yo! hamuhamutorein                           | 18 marzo 2005     | 15 novembre 2009 |
| 244 | Birbo porta lo scompiglio 「とっとこデビっと！ 大パニック」 - tottoko debi tto! dai panikku                          | 25 marzo 2005     | 16 novembre 2009 |
| 245 | Pesce d'aprile 「とっとこ消えた！ねてるくん」 - tottoko kie ta! neterukun                                            | 1º aprile 2005    | 17 novembre 2009 |
| 246 | Un appuntamento misterioso 「とっとこロコちゃん！ドキドキデート」 - tottoko roko chan! dokidokideto                  | 8 aprile 2005     | 18 novembre 2009 |
| 247 | I ciliegi in fiore 「とっとこ長老！お花見じゃ」 - tottoko chōrō! o hanami ja                                         | 15 aprile 2005    | 19 novembre 2009 |
| 248 | Nemici inseparabili 「とっとこ二人は！ベストフレンド」 - tottoko futari ha! besutofurendo                            | 22 aprile 2005    | 20 novembre 2009 |
| 249 | Lettere d'amore 「とっとこはじめて！ラブレター」 - tottokohajimete! rabureta                                         | 29 aprile 2005    | 21 novembre 2009 |
| 250 | La festa della mamma 「とっとこアカンで！おかんとサダ吉」 - tottoko akan de! okanto sada kichi                       | 6 maggio 2005     | 22 novembre 2009 |
| 251 | Hamtaro nella terra degli animali 「とっとこしまった！ハム太郎」 - tottokoshimatta! hamu tarō                        | 13 maggio 2005    | 23 novembre 2009 |
| 252 | Una principessa venuta dallo spazio 「とっとこふわふわ！ジェラードちゃん」 - tottokofuwafuwa! jierado chan           | 20 maggio 2005    | 24 novembre 2009 |
| 253 | Frappetta e Patatò 「とっとこ恋の！あつあつバトル」 - tottoko koi no! atsuatsu batoru                                | 27 maggio 2005    | 25 novembre 2009 |
| 254 | Una spilla per Laura 「とっとこ手と手で！とりかえっこ」 - tottoko te to tede! torikaekko                             | 3 giugno 2005     | 26 novembre 2009 |
| 255 | I semi della discordia 「とっとこプリプリ！ちびくりちゃん」 - tottoko puripuri! chibikurichan                        | 10 giugno 2005    | 27 novembre 2009 |
| 256 | Il cuore perduto 「とっとこ笑顔の！おとしもの」 - tottoko egao no! otoshimono                                        | 17 giugno 2005    | 28 novembre 2009 |
| 257 | I criceti nello spazio 「とっとこスペース！ハムちゃんず」 - tottoko supesu! hamu chanzu                              | 24 giugno 2005    | 29 novembre 2009 |
| 258 | La gara girasole 「とっとこゴーゴー！ハムちゃんず」 - tottoko gogo! hamu chanzu                                      | 1º luglio 2005    | 30 novembre 2009 |

### Quinta stagione
| Nº  | Titolo italiano Giapponese 「Kanji」 - Rōmaji                                                                  | In onda           | In onda          |
| Nº  | Titolo italiano Giapponese 「Kanji」 - Rōmaji                                                                  | Giapponese        | Italiano         |
| 259 | Salvataggio in mare 「とっとこスパート！ハムちゃんず」 - tottoko supato! hamu chanzu                           | 8 luglio 2005     | 24 ottobre 2010  |
| 260 | Prove di volo 「とっとこ空から！そらハムくん」 - tottoko aka ra! sora hamu kun                                 | 15 luglio 2005    | 25 ottobre 2010  |
| 261 | L'albero mattutino 「とっとこタネやで！オーキニーちゃん」 - tottoko tane yade! okini chan                      | 22 luglio 2005    | 26 ottobre 2010  |
| 262 | La veggente 「とっとこ占い！あたりんちゅ」 - tottoko uranai! atarinchu                                         | 29 luglio 2005    | 27 ottobre 2010  |
| 263 | Grandi pulizie 「とっとこパタパタ！ハムハーの木」 - tottoko patapata! hamuha no ki                             | 5 agosto 2005     | 28 ottobre 2010  |
| 264 | La festa nel bosco 「とっとこおどるぞ！ハムハム音頭」 - tottokoodoruzo! hamuhamu ondo                          | 12 agosto 2005    | 29 ottobre 2010  |
| 265 | Il campo di girasoli 「とっとこ笑って！ひまわり畑」 - tottoko waratte! himawari hatake                         | 19 agosto 2005    | 30 ottobre 2010  |
| 266 | Una giornata al mare 「とっとこ夏サー！サーファーくん」 - tottoko natsu sa! safa kun                           | 26 agosto 2005    | 31 ottobre 2010  |
| 267 | Passione vincente 「とっとこ迷いを！けっとばせ」 - tottoko mayoi wo! kettobase                                 | 2 settembre 2005  | 1º novembre 2010 |
| 268 | Cantastorie gelatai 「とっとこアイスくんと！キャンディーちゃん」 - tottoko aisu kunto! kyandei chan            | 9 settembre 2005  | 2 novembre 2010  |
| 269 | Il primo appuntamento 「とっとこホクホク！リボンちゃん」 - tottoko hokuhoku! ribon chan                        | 16 settembre 2005 | 3 novembre 2010  |
| 270 | Alla ricerca dei sogni perduti 「とっとこほるほる！もぐるくん」 - tottokohoruhoru! mogurukun                   | 23 settembre 2005 | 4 novembre 2010  |
| 271 | Il paladino della giustizia 「とっとこ正義の！ハムハーマン」 - tottoko seigi no! hamuhaman                     | 30 settembre 2005 | 5 novembre 2010  |
| 272 | Spirito sportivo 「とっとこ燃えよ！運動会」 - tottoko moe yo! undōkai                                          | 7 ottobre 2005    | 6 novembre 2010  |
| 273 | Gita al museo 「とっとこアートだ！トラハムちゃん」 - tottoko ato da! torahamu chan                             | 14 ottobre 2005   | 7 novembre 2010  |
| 274 | Quizzi 「とっとこなんで！なんでくん」 - tottokonande! nandekun                                                 | 21 ottobre 2005   | 8 novembre 2010  |
| 275 | La diva 「とっとこオーキニ！ショータイムなの」 - tottoko okini! shotaimu nano                                  | 28 ottobre 2005   | 9 novembre 2010  |
| 276 | Il rubacuori 「とっとこモテモテ！男はつらいじぇ」 - tottoko motemote! otoko hatsuraijie                        | 4 novembre 2005   | 10 novembre 2010 |
| 277 | Sorelle maggiori 「とっとこレディよ！ラピスちゃん」 - tottoko redei yo! rapisu chan                            | 11 novembre 2005  | 11 novembre 2010 |
| 278 | Il tormento dei perché 「とっとこまたまた！なんでやのん」 - tottokomatamata! nandeyanon                        | 18 novembre 2005  | 12 novembre 2010 |
| 279 | Il sogno di Magicò 「とっとこミラクル！マジカルくん」 - tottoko mirakuru! majikaru kun                         | 25 novembre 2005  | 13 novembre 2010 |
| 280 | Il caldarrosta 「とっとこペローン！やきぐり星人」 - tottoko peron! yakiguri seijin                             | 2 dicembre 2005   | 14 novembre 2010 |
| 281 | In viaggio verso l'oceano 「とっとこペンハムくんと！あざらしちゃん」 - tottoko penhamu kunto! azarashichan     | 9 dicembre 2005   | 15 novembre 2010 |
| 282 | Un fantasma nella scuola 「とっとこぶるぶる！冬のおばけ」 - tottokoburuburu! fuyu noobake                      | 16 dicembre 2005  | 16 novembre 2010 |
| 283 | La festa di Natale 「とっとこクリスマス！ライドオン」 - tottoko kurisumasu! raidoon                            | 23 dicembre 2005  | 17 novembre 2010 |
| 284 | Il primo dell'anno 「とっとこ初夢！ハムハムトレイン」 - tottoko hatsuyume! hamuhamutorein                      | 6 gennaio 2006    | 18 novembre 2010 |
| 285 | Ghiotto e Peperita 「とっとここうしくんと！じゃじゃハムちゃん」 - tottokokōshikunto! jaja hamu chan            | 13 gennaio 2006   | 19 novembre 2010 |
| 286 | Volino è innamorato 「とっとこ恋する！そらハムくん」 - tottoko koisuru! sora hamu kun                          | 20 gennaio 2006   | 20 novembre 2010 |
| 287 | La storia di Capitan Corvo 「とっとこカーカー！かんにんしてや」 - tottoko kaka! kanninshiteya                  | 27 gennaio 2006   | 21 novembre 2010 |
| 288 | Rossina e i mini mini 「とっとこおかんだ！オーキニーちゃん」 - tottokookanda! okini chan                       | 3 febbraio 2006   | 22 novembre 2010 |
| 289 | La battaglia di San Valentino 「とっとこバトルだ！バレンタイン」 - tottoko batoru da! barentain                | 10 febbraio 2006  | 23 novembre 2010 |
| 290 | Volino, eroe in deltaplano 「とっとこヒーロー！そらハムくん」 - tottoko hiro! sora hamu kun                    | 17 febbraio 2006  | 24 novembre 2010 |
| 291 | Scava! Mekano! 「とっとこほります！メカじろう」 - tottokohorimasu! meka jirō                                   | 24 febbraio 2006  | 25 novembre 2010 |
| 292 | Kimeno, il sogno di diventare ninja 「とっとこニキニキ！卒業でごじゃる」 - tottoko nikiniki! sotsugyō degojaru | 3 marzo 2006      | 26 novembre 2010 |
| 293 | La promessa 「とっとこ旅立ち！春の風」 - tottoko tabidachi! haru no kaze                                       | 10 marzo 2006     | 27 novembre 2010 |
| 294 | Il picnic 「とっとこデートでピクニック」 - tottoko deto de pikunikku                                           | 17 marzo 2006     | 28 novembre 2010 |
| 295 | Il percorso ad ostacoli 「とっとこどんちゃん！大好きどんちゃん」 - tottokodonchan! daisuki donchan             | 24 marzo 2006     | 29 novembre 2010 |
| 296 | Il matrimonio 「とっとこハッピー！ハムハムウエディング」 - tottoko happi! hamuhamūedeingu                      | 31 marzo 2006     | 30 novembre 2010 |

## Hi! Hamtaro – Piccoli criceti, grandi avventure
Hi! Hamtaro – Piccoli criceti, grandi avventure è una serie anime realizzata in computer grafica composta da 100 episodi dalla durata di 5 minuti. In Italia è stata trasmessa dal 24 maggio al 16 agosto 2009, mandando in onda 51 mini-episodi.
| Nº | Titolo italiano                                            | In onda        | In onda |
| Nº | Titolo italiano                                            | Italiano       |         |
| 1  | Il seme smarrito / Al parco con Bijou                      | 24 maggio 2009 |         |
| 2  | Gara di velocità / Il litigio                              | 30 maggio 2009 |         |
| 3  | La festa dei bambini / Un criceto istruito                 | 31 maggio 2009 |         |
| 4  | Bisticcio tra fratello e sorella / Un colpo di fortuna     | 6 giugno 2009  |         |
| 5  | Scivolo da riparare / Breve visita                         | 7 giugno 2009  |         |
| 6  | Consigli per dormire / Il fascino della pioggia            | 13 giugno 2009 |         |
| 7  | Tutti in mongolfiera! / Un desiderio per Hamtaro           | 14 giugno 2009 |         |
| 8  | Alla ricerca delle lucciole / Una giornata al mare         | 20 giugno 2009 |         |
| 9  | Resistere alle tentazioni / Il compleanno                  | 21 giugno 2009 |         |
| 10 | Il sogno / Il fantasma                                     | 27 giugno 2009 |         |
| 11 | Insonnia / Balli e canti nel parco                         | 28 giugno 2009 |         |
| 12 | Una montagna da scalare / La messinscena                   | 4 luglio 2009  |         |
| 13 | Rivali in amore / Un disastro accidentale                  | 5 luglio 2009  |         |
| 14 | Il gomitolo srotolato / Un appetito smisurato              | 11 luglio 2009 |         |
| 15 | Giochi in montagna / L'avventura di Ronfo                  | 12 luglio 2009 |         |
| 16 | Un aiuto reciproco / La sfilata di moda                    | 18 luglio 2009 |         |
| 17 | Una visita a Bijou / La Panda-mobile                       | 19 luglio 2009 |         |
| 18 | Lavoro a maglia / Pattinaggio sul ghiaccio                 | 25 luglio 2009 |         |
| 19 | I segreti di Boss / Aspettando Babbo Natale                | 26 luglio 2009 |         |
| 20 | Giochi sulla neve / Gara di aquiloni                       | 1º agosto 2009 |         |
| 21 | A letto con la febbre / Il mistero delle ombre             | 2 agosto 2009  |         |
| 22 | Salvataggio / Spettacolo comico per Sciarpina              | 8 agosto 2009  |         |
| 23 | Festa di San Valentino / Viaggiare dormendo                | 9 agosto 2009  |         |
| 24 | Falegname per un giorno / Merenda per Boss                 | 15 agosto 2009 |         |
| 25 | Ghiotto nei guai / Pretesto / Alla ricerca della primavera | 16 agosto 2009 |         |